# Enzo D
L'Enzo D è un traghetto appartenente alla compagnia di navigazione italiana Delcomar.

## Servizio
Costruito nel 2001 nei cantieri navali Frantzis G. Shipyard di Perama con il nome di Faethon e consegnato nello stesso anno alla greca Aiantiaki NE, prende servizio nei collegamenti tra Perama e Salamina.
Nel dicembre del 2009 viene venduto all'italiana Delcomar e, ribattezzato Enzo D, giunge a Carloforte nel maggio del 2010.
A giugno prende servizio nei collegamenti tra Palau e La Maddalena, dove opera tutt'oggi.
Saltuariamente opera anche nei collegamenti tra Carloforte e Calasetta in sostituzione dell'Eolo.
L'8 gennaio 2011, durante le manovre di arrivo a La Maddalena, entra in collisione con gli scogli all'ingresso del porto a causa della fitta nebbia.